# Tipula sagittifera
Tipula sagittifera är en tvåvingeart som beskrevs av Alexander 1948. Tipula sagittifera ingår i släktet Tipula och familjen storharkrankar. Inga underarter finns listade i Catalogue of Life.